# Ко пуца отвориће му се
Ко пуца отвориће му се је југословенски филм из 1965. године. Режирао га је Марко Бабац, а сценарио је писао Васко Ивановић.

## Радња
Троје младих преступника Кристина, Мом и Јуш су жртве дефектног васпитања, али су и у сталном сукобу са законом, доживљавају и своју личну драму: Кристина, Јушова девојка га напушта и везује се за Мома. Инспектор јавне безбедности схвата да није само ствар у сукобу преступника и друштва па рескира свој живот у нади да спасе младиће.

## Улоге
| Глумац                   | Улога             |
| ------------------------ | ----------------- |
| Карло Булић              | Старији господин  |
| Вера Чукић               | Кристина          |
| Беким Фехмију            | Поручник милиције |
| Урош Гловацки            | Јуш               |
| Јован Јанићијевић Бурдуш | Младић            |
| Михајло Костић Пљака     | Мом               |
| Предраг Милинковић       | Келнер            |
| Растко Тадић             | Милиционер        |
| Јанез Врховец            | Инспектор         |